# Par-delà les Grands Bois
Par-delà les Grands Bois (Beyond the Deepwoods) est un roman de fantasy britannique écrit par Paul Stewart et illustré par Chris Riddell. Il est paru en 1998 en anglais et en 2002 en français. C'est le premier volume des Chroniques du bout du monde.

## Résumé
Depuis son plus jeune âge, Spic se sent différent des autres trolls des bois : il est grand, mince et ne pense jamais comme les autres trolls qui sont méchants avec lui. Sa mère et son oncle l'aiment comme il est, mais un jour, sa mère lui avoue qu'il a été adopté, trouvé au bas de la porte avec un drap que Spic porte toujours au cou. En plus de cela, elle lui dit de s'enfuir car elle est sûre que les pirates du ciel le veulent dans leur équipage, sur leur bateau volant : ils viennent souvent dans Les Grands Bois, chercher du bois coupé par les trolls.
Sur le conseil de sa mère adoptive, il prend le sentier des trolls que l'on ne doit jamais quitter (sinon on a de fortes chances de ne pas passer la nuit). Mais Spic le quittera sans le vouloir, il rencontrera beaucoup de personnages tous différents et étranges (à chaque personnage une aventure) et trouvera aussi sa vraie identité. 
Un soir d'orage dans les Grands Bois, il aperçoit un navire du ciel en train de s'écraser. Il retrouve les pirates, leur montre où est la roche de vol du navire et passe la soirée avec eux. Le Capitaine, le Loups des Nues, raconte son histoire et celle de sa femme qui ont abandonné leur bébé à sa naissance, dans un village de trolls des bois, avec un drap enroulé autour de lui. C'est là que Spic comprend qu'il est le fils du capitaine pirate. La nuit passe et quand Spic se réveille, les pirates l'ont abandonné. Un incendie fait rage à la suite de la fuite d'une bûche du feu que les pirates ont allumée la veille. Spic court, court et court autant qu'il le peut et se retrouve dans la Lande. Il rencontre le luminard et celui-ci le fait tomber de la Falaise.
Heureusement, l'Oiseauveille — dont Spic avait assisté à la naissance et qui lui avait promis de veiller à tout jamais sur lui — rattrape Spic entre ses serres et va le déposer sur le pont du navire du Loups des Nues. Spic retrouve son père et ne le quittera plus.